# 부쉬 마마
부쉬 마마(Bush Mama)는 미국에서 제작된 하일레 게리마 감독의 1979년 드라마 영화이다. 바바라오 등이 주연으로 출연하였다.

## 출연

### 주연
- 바바라오
- 코라 리 데이